# آرامگاه صدر کبیر
مقبره صدر کبیر مربوط به اواخر دوره قاجار است و در مراغه، میدان مسلم، خیابان هشترود، کوچه پسند آباد واقع شده. حاج کبیر آقا فرزند میرفتاح موسوی مراغه‌ای (مقبره ایشان همان آقالار قبری یا مقبره آقالار می‌باشد) بوده‌اند. میرزارضا و میرزااسحاق فرزندان حاج کبیر آقا بوده‌اند. سید حسین صدرکبیر (پدر) و سید همایون صدرکبیر از نوادگان حاج کبیر آقا بوده‌اند این اثر در تاریخ ۲۴ اسفند ۱۳۸۳ با شمارهٔ ثبت ۱۱۴۶۸ به‌عنوان یکی از آثار ملی ایران به ثبت رسیده است.
این مقبره به دستور ظل السلطان و به خاطر ارادتی که به مراد خود میر فتاح موسوی داشته در سال ۱۱۷۵ ه . ق در مراغه بنا گردیده‌ و در سال ۱۲۴۷ به وسیله حاج عباسعلی بنابی که خود نیز در این مقبره مدفون است مرمت شده‌است.